# Ænima
Ænima è il secondo album in studio del gruppo musicale statunitense Tool, pubblicato il 1º ottobre 1996 dalla Zoo Entertainment.
Il disco si posizionò al secondo posto della Billboard 200 statunitense e fu certificato triplo disco di platino dalla RIAA il 4 marzo 2003 per le oltre 3 000 000 copie vendute nella nazione.

## Descrizione
Ænima contiene una dedica al comico statunitense Bill Hicks, morto nel 1994, proclamandolo Another Dead Hero. Il pezzo finale dell'album, Third Eye, contiene alcuni spezzoni di Hicks (compreso Drugs have done good things for us). I Tool utilizzano anche parte del lavoro dello psicologo svizzero Carl Gustav Jung: il titolo del disco è infatti la combinazione delle parole anima (termine spesso usato da Jung) ed enema (clistere), creando in tale maniera un nuovo modo per indicare la catarsi (pulizia dell'anima).
L'edizione CD distribuita nell'America settentrionale presentava una copertina lenticolare, che cambiando l'angolo di visione presentava due ulteriori immagini lenticolari: una era una versione ritoccata del dipinto di Cam de Leon Ocular Orifice, mentre l'altra presentava una contorsionista esibirsi di fronte ai Tool. Anche il jewel case era lenticolare e presentava un'immagine della California prima e dopo uno dei più forti terremoti che l'avevano colpita, presumibilmente un riferimento ad una parte del testo del brano omonimo. L'edizione europea invece si presentava nella confezione classica e nel relativo libretto si trovano alcune copertine di album fittizi del gruppo.

## Promozione
Al fine di promuovere Ænima furono realizzati dei video per Stinkfist e il brano omonimo. Per il primo vi furono molte speculazioni sul fatto che il titolo della canzone potesse risultare offensivo e pertanto sia MTV che VH1 sostituirono il titolo Stinkfist semplicemente con Track #1, essendo il pezzo il primo dell'album. Nel 1996 venne distribuito in via promozionale un 12" di Cesaro Summability, mentre tra il 1997 e il 1998 uscirono sotto forma di CD promozionali in via promozionale H., Ænima, Forty Six & 2 e Eulogy.

## Riconoscimenti
L'album è stato inserito al sesto posto nella lista dei 50 album più influenti di tutti i tempi stilata nel 2003 dalla rivista Kerrang!. Nel giugno del 2017 la rivista Rolling Stone ha collocato l'album alla diciottesima posizione dei 100 migliori album metal di tutti i tempi.
L'omonimo Ænema trionfò ai Grammy Awards 1998 nella categoria Best Metal Performance.

## Tracce
Testi e musiche dei Tool.
1. Stinkfist – 5:09
2. Eulogy – 8:25
3. H. – 6:25
4. Useful Idiot – 0:38
5. Forty Six & 2 – 6:02
6. Message to Harry Manback – 1:53
7. Hooker with a Penis – 4:31
8. Intermission – 0:56
9. Jimmy – 5:22
10. Die Eier von Satan – 2:16
11. Pushit – 9:55
12. Cesaro Summability – 1:26
13. Ænema – 6:37
14. (-) Ions – 3:58
15. Third Eye – 13:47

## Formazione
Gruppo
- Danny Carey – batteria
- Justin Chancellor – basso
- Adam Jones – chitarra
- Maynard James Keenan – voce

Altri musicisti
- David Bottrill – tastiera (traccia 6)
- Eban Schletter – organo (traccia 8)
- Marko Fox – voce (traccia 10)
- Bill Hicks – voce campionata (traccia 15)
- Chris Pitman – sintetizzatore aggiuntivo (traccia 15)

Produzione
- Tool – produzione
- David Bottrill – produzione, ingegneria del suono, missaggio

## Classifiche
| Classifica (1996-2019) | Posizione massima |
| ---------------------- | ----------------- |
| Australia              | 6                 |
| Belgio (Fiandre)       | 22                |
| Canada                 | 13                |
| Germania               | 75                |
| Norvegia               | 36                |
| Nuova Zelanda          | 1                 |
| Paesi Bassi            | 75                |
| Portogallo             | 47                |
| Stati Uniti            | 2                 |
| Stati Uniti (catalog)  | 1                 |
| Svezia                 | 53                |
| Svizzera               | 79                |